# Ministère de l'Environnement (Danemark)
Pour les articles homonymes, voir Ministère de l'Environnement.
Le ministère de l'Environnement (en danois : Miljøministeriet) est un ministère danois qui est chargé d'examiner les problèmes environnementaux et écologiques du pays. Il est dirigé par Magnus Heunicke depuis le 15 décembre 2022.

## Historique
Créé en 1971 sous le « ministère de la Lutte contre la pollution » (« Ministeriet for forureningsbekæmpelse »), le ministère change de nom en 1973 pour devenir le « ministère de l'Environnement ». Entre 1994 et 2005, le portefeuille de l'Énergie y est rattaché, avant de l'être à celui du Climat (le « ministère du Climat et de l'Énergie »).
Il participe à l'organisation de la conférence de Copenhague de 2009 sur le climat.

## Liste des ministres
| Nom | Nom                    | Gouvernement                            | Début du mandat   | Fin du mandat     |
| --- | ---------------------- | --------------------------------------- | ----------------- | ----------------- |
|     | Jens Kampmann          | Jens Otto Krag III et Anker Jørgensen I | 11 octobre 1971   | 27 septembre 1973 |
|     | Helge Nielsen          | Anker Jørgensen I                       | 27 septembre 1973 | 6 décembre 1973   |
|     | Holger Hansen          | Poul Hartling                           | 19 décembre 1973  | 29 janvier 1975   |
|     | Helge Nielsen          | Anker Jørgensen II                      | 13 février 1975   | 26 janvier 1977   |
|     | Svend Jakobsen         | Anker Jørgensen II                      | 26 janvier 1977   | 26 février 1977   |
|     | Niels Matthiasen       | Anker Jørgensen II                      | 26 février 1977   | 30 août 1978      |
|     | Ivar Nørgaard          | Anker Jørgensen III et IV               | 30 août 1978      | 28 février 1980   |
|     | Erik Holst             | Anker Jørgensen IV et V                 | 28 février 1980   | 10 septembre 1982 |
|     | Christian Christensen  | Poul Schlüter I et II                   | 10 septembre 1982 | 3 juin 1988       |
|     | Lone Dybkjær           | Poul Schlüter III                       | 3 juin 1988       | 18 décembre 1990  |
|     | Per Stig Møller        | Poul Schlüter IV                        | 18 décembre 1990  | 25 janvier 1993   |
|     | Svend Auken            | Nyrup Rasmussen I, II, III et IV        | 25 janvier 1993   | 27 novembre 2001  |
|     | Hans Christian Schmidt | Fogh Rasmussen I                        | 27 novembre 2001  | 2 août 2004       |
|     | Connie Hedegaard       | Fogh Rasmussen I et II                  | 2 août 2004       | 23 novembre 2007  |
|     | Troels Lund Poulsen    | Fogh Rasmussen III Løkke Rasmussen I    | 23 novembre 2007  | 23 février 2010   |
|     | Karen Ellemann         | Løkke Rasmussen I                       | 23 février 2010   | 3 octobre 2011    |
|     | Ida Auken              | Thorning-Schmidt I                      | 3 octobre 2011    | 3 février 2014    |
|     | Kirsten Brosbøl        | Thorning-Schmidt II                     | 3 février 2014    | 28 juin 2015      |
|     | Eva Kjer Hansen        | Løkke Rasmussen II                      | 28 juin 2015      | 29 février 2016   |
|     | Esben Lunde Larsen     | Løkke Rasmussen II et III               | 29 février 2016   | 2 mai 2018        |
|     | Jakob Ellemann-Jensen  | Løkke Rasmussen III                     | 2 mai 2018        | 27 juin 2019      |
|     | Lea Wermelin           | Frederiksen I                           | 27 juin 2019      | 15 décembre 2022  |
|     | Magnus Heunicke        | Frederiksen II                          | 15 décembre 2022  | en cours          |